# De vleugels van de vampier
De vleugels van de vampier (Frans:  Les vampires attaquent la nuit) is het vijftiende album uit de Franco-Belgische strip Tanguy en Laverdure van Jean-Michel Charlier (scenario) en Jijé (tekening).
Het verhaal verscheen in voorpublicatie in het Franse stripblad Pilote van 12 maart 1970 (nummer 540) tot en met 20 augustus 1970 (nummer 563). In 1971 werd het verhaal in albumvorm uitgegeven bij Dargaud. In het Nederlands verscheen het verhaal meteen in albumvorm en dit pas in 1978. 
Dit was het eerste deel van een tweeluik dat werd vervolgd in Het hol van de vampier. 

## Het verhaal
Het verhaal begint op zee, waar een schip, de HMS Baine, gekaapt wordt door kapers die zich voordoen als schipbreukelingen. Doordat het schip valse posities doorgeeft, heeft men op het vasteland niet door dat het gekaapt werd en zet het een heel andere koers dan ze aangeeft waardoor ze als het ware verdwijnen. Enkele maanden later wordt Frankrijk opgeschrikt door enkele aanvallen van vliegtuigen op burgerluchthavens. Het vreemde is dat de vliegtuigen plots op de radar verschenen en ook snel weer verdwenen. Michel Tanguy kon een van de vliegtuigen achtervolgen, maar plots was dat verdwenen boven een bos. Bij nader onderzoek ontdekken ze dat het vliegtuig in het bos geland is en vermoeden ze dat het vliegtuig verticaal kan opstijgen, wat verklaart dat deze niet vanuit luchthavens vertrekken. Er bestaan dergelijke vliegtuigen, de Harrier], maar veel zijn er daar niet van gemaakt. Kort daarna leggen ze de link met het verdwenen schip waar een deel van deze Harriers vervoerd werd.
Bij een toespraak op de televisie van president Pompidou wordt de uitzending onderbroken door  de vampier, die 2 miljard frank eist van de staat en anders dreigt om Frankrijk met atoombommen te bombarderen. Kort daarop zaaien enkele vliegtuigen paniek boven Parijs. Tanguy kan één vliegtuig volgen en neerhalen. In samenspraak met de president wordt beslist om niet aan de eisen van de vampier in te willigen en vals geld te geven.